# Geothlypis
Geothlypis es un género de aves paseriformes perteneciente a la familia Parulidae. Sus miembros son conocidos principalmente con el nombre de mascaritas.
Estas aves del Nuevo Mundo son en su mayoría residentes de México y América Central, pero la mascarita equinoccial se distribuye ampliamente en Sudamérica, y la mascarita común, la única especie migratoria, se reproduce en una extensa zona de América del Norte.
Por lo general están asociadas a vegetación riparia.

## Características

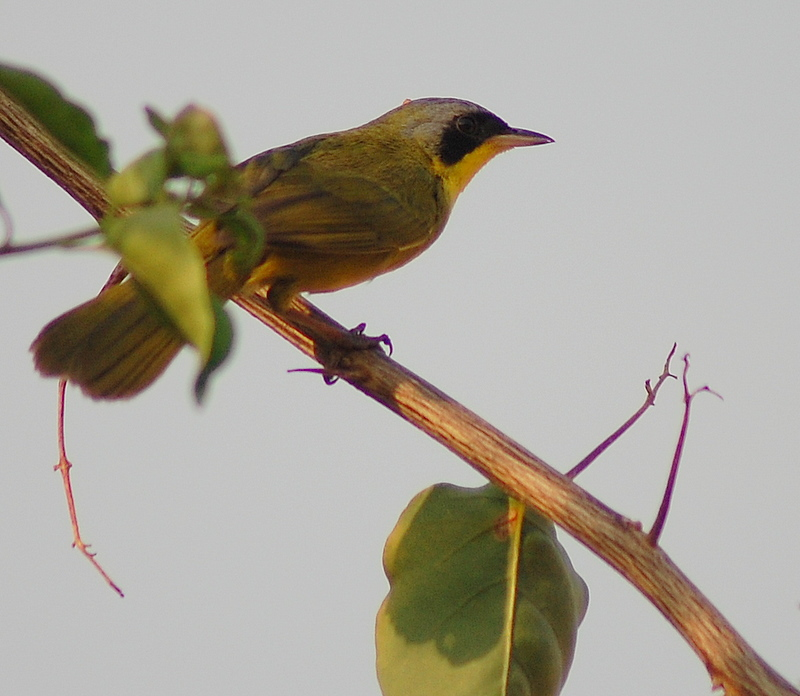
Geothlypis aequinoctialis.

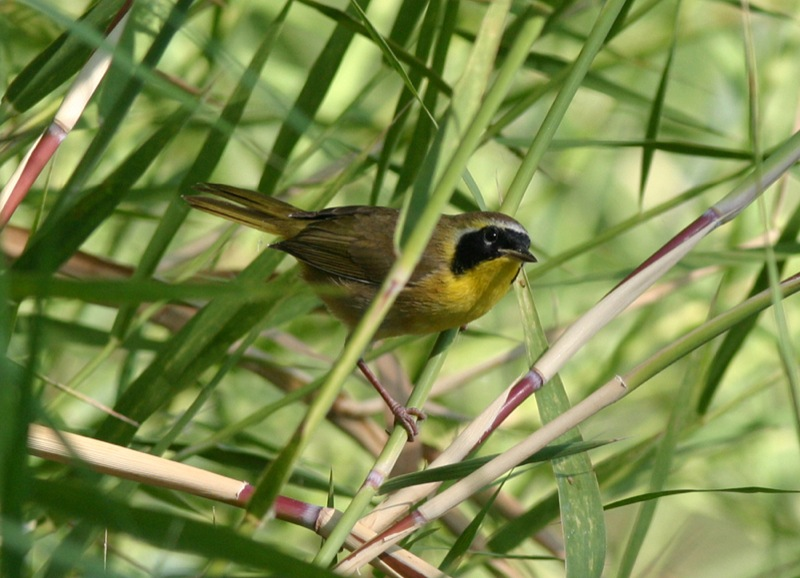
Geothlypis beldingi.

Todas las especies son similares entre sí. Son aves de entre 11 y 14 cm de longitud, de pico negro. El plumaje es oliváceo en las partes dorsales y amarillo en las ventrales. Los machos presentan una típica máscara negra desde la frente hasta los auriculares, cuyas características son diagnósticas en las diferencias entre especies. 
Las hembras son de plumaje similar al macho, pero sin máscara y relativamente más opacas. Hay escasas diferencias entre las hembras de las diferentes especies, y pueden ser confundidas con facilidad en el campo.

## Taxonomía
Los límites entre las especies no están del todo claros. La mascarita común, que tiene una amplia distribución y varias subespecies, suele ser dividida en más de una especie. En el extremo contrario, las mascaritas de las Bahamas, de Belding, y de Altamira han llegado a ser consideradas como una sola especie. Por su parte, la mascarita coronigrís llega a ser catalogada por algunos autores como parte del género monotípico Chamaethlypis.

## Especies
Contiene las siguientes especies:
- mascarita equinoccial (Geothlypis aequinoctialis). América del Sur.
- mascarita lorinegra (Geothlypis auricularis). Perú y Ecuador.
- mascarita de Belding (Geothlypis beldingi). Península de Baja California (México).
- mascarita de Chiriquí (Geothlypis chiriquensis). Costa Rica y Panamá.
- mascarita de Altamira (Geothlypis flavovelata). Endémica de México.
- reinita de Kentucky (Geothlypis formosa). América Central, sur de América del Norte, norte de América del Sur.
- mascarita matorralera (Geothlypis nelsoni). Endémica de México.
- reinita plañidera (Geothlypis philadelphia). Canadá, Estados Unidos, América Central, noroeste de América del Sur.
- mascarita coronigrís (Geothlypis poliocephala). México y América Central.
- mascarita de las Bahamas (Geothlypis rostrata). Endémica de Bahamas.
- mascarita coronioliva (Geothlypis semiflava).  América Central y América del Sur.
- mascarita transvolcánica (Geothlypis speciosa). Endémica de México.
- reinita de Tolmie (Geothlypis tolmiei). América del Norte, América Central, Colombia.
- mascarita común (Geothlypis trichas). América del Norte, América Central y Antillas.
- mascarita sureña (Geothlypis velata). América del Sur.